# Шильки
45°43′ пн. ш. 15°20′ сх. д. / 45.71° пн. ш. 15.33° сх. д.
Шильки (хорв. Šiljki) — населений пункт у Хорватії, в Карловацькій жупанії у складі міста Озаль.

## Населення
Населення за даними перепису 2011 року становило 5 осіб.
Динаміка чисельності населення поселення: